# Petrești (Dâmbovița)
Petreşti é uma comuna romena localizada no distrito de Dâmboviţa, na região de Muntênia. A comuna possui uma área de 51.98 km² e sua população era de 5979 habitantes segundo o censo de 2007.